# Willington (Connecticut)
Willington es un municipio situado en la región de Capitol (en inglés, Capitol Planning Region), Connecticut, Estados Unidos. Tiene una población estimada, a mediados de 2023, de 5552 habitantes.
Fue parte del condado de Tolland hasta su disolución, el 6 de junio de 2022.

## Geografía
La localidad está ubicada en las coordenadas 41°53′51″N 72°15′07″O / 41.89750, -72.25194 (41.897267, -72.251848).

## Demografía
Según la estimación 2018-2022 de la Oficina del Censo, los ingresos medios de los hogares de la localidad son de $85,892 y los ingresos medios de las familias son de $113,006. Los ingresos per cápita en los últimos doce meses, medidos en dólares de 2022, son de $43,822. Alrededor del 13.5% de la población está por debajo de la línea de pobreza.